# ۱۴۱۸ (قمری)
۱۴۱۸ (قمری)، هزار و چهارصد و هجدهمین سال در گاهشماری هجری قمری است. اول محرم این سال برابر با نهم مه سال ۱۹۹۷ میلادی است.
است.

## درگذشتگان
- سید محمد روحانی، مرجع تقلید شیعه ایرانی.